# Thoradonta centropleura
Thoradonta centropleura is een rechtvleugelig insect uit de familie doornsprinkhanen (Tetrigidae), dat voorkomt in Vietnam.